# Coronidium boormanii
Coronidium boormanii es una especie arbustiva perenne de la familia Asteraceae, que se encuentra en Australia. Se la conocía previamente como Helichrysum boormanii. El género Helichrysum se reconoció como polifilético, y muchos de sus miembros fueron transferidos a nuevos géneros. El botánico Paul Graham Wilson creó el nuevo género Coronidium para 17 especies de margaritas de los estados del este de Australia. Así, se le asignó a C. boormanii su nombre científico actual en 2008.

## Descripción
Se trata de una planta perenne, de porte erecto, de 1,5 m de altura. Las ramas son hirsutas, con pelos glandulares. Las hojas son viscosas, elípticas a estrechamente elípticas, de hasta 10 cm de largo, con ápice acuminado, y base cuneada. Son suaves y pubérulas, es decir, ligeramente pubescentes, tanto en el haz como en el envés.
Las inflorescencias son capítulos asentados sobre pedúnculos con hojas. Los capítulos se disponen en corimbos o en forma solitaria. Su tamaño alcanza 3-6 cm de diámetro. Poseen brácteas que se distinguen por ser muy estrechamente oblongas, acuminadas y blancas. Las brácteas externas son muy delgadas.
El fruto es una cipsela, de 2,5 cm de largo, protegida por un pericarpio duro, marrón oscuro, brillante, con numerosas idioblastos cortos. Presenta un vilano o papus conformado de cerdas libres de carácter acrescente, es decir, persistente.

## Distribución y hábitat
C. boormanii se encuentra en la meseta del norte de Nueva Gales del Sur, en las colinas al norte de la ciudad de Tenterfield, donde crece predominantemente sobre suelos graníticos en el bosque de eucaliptos.